# Op het terras in Sèvres
Sur la terrasse à Sèvres (Nederlands: Op het terras in Sèvres) is een schilderij van de Franse impressionistische kunstschilderes Marie Bracquemond, geschilderd in 1880, olieverf op doek, 88 × 115 centimeter groot. Het toont twee modieus geklede vrouwen en een man, zittend in het zonnetje. Het werk bevindt zich in de collectie van het Musée du Petit Palais te Genève.

## Context
Toen Marie Bracquemond in 1879 voor het eerst meedeed aan de vierde impressionistententoonstelling te Parijs, wist vrijwel niemand wie zij was. Marie was in 1869 getrouwd met de graficus Félix Bracquemond, die ze had leren kennen in het Louvre, bij het kopiëren van oude meesters. Beiden waren in de leer in de ateliers van Dominique Ingres, waar ze een traditioneel classicistische opleiding kregen. Félix was bevriend met de impressionisten, maar hield vast aan zijn conservatieve werkwijzen. Marie liet zich echter wel door de impressionisten beïnvloeden en combineerde een klassieke opzet met een modern kleurgebruik en een lossere penseelhantering. Toen ze in 1880 met drie werken, waaronder Sur la terrasse à Sèvres, ook deelnam aan de vijfde impressionistententoonstelling, bleek haar succes dat van haar man ver te overtreffen. Zijn jaloezie leidde ertoe dat hij de schilderscarrière van zijn vrouw in de jaren 1880 dusdanig zou dwarsbomen dat zij er in 1890 mee stopte. Hoewel kunstkenners de kwaliteit van haar werk nadrukkelijk onderkennen, is Marie Bracquemond ook heden ten dage nog steeds een relatief onbekend kunstenares onder de impressionisten. Voor een belangrijk deel komt dat ook omdat veel van haar werken nog steeds in het bezit zijn van haar nakomelingen en zelden of nooit tentoon worden gesteld. Slechts weinig openbare collecties omvatten werk van haar hand.

## Afbeelding
Sur la terrasse à Sèvres wordt wel gezien als Bracquemonds meesterwerk. Het toont twee modieus geklede vrouwen en een man, buiten op een terras, in het zonnetje. Maries ongetrouwde zus Louise, die bij haar inwoonde in Sèvres, stond voor beide vrouwen model, zoals de impressionisten vaker hun modellen kozen onder vrienden en familie. Dit gold nog meer voor vrouwelijke schilders met hun beperktere bewegingsvrijheid. Wie de man is is nooit met zekerheid uitgemaakt, maar gesuggereerd wordt wel dat het een flatteus portret is van haar man Félix, wellicht om hem te behagen.
Louise droeg hetzelfde witte hoedje op het schilderij Le goûter (Thee in de middag, 1880), waarvoor ze ook model stond.
Aan de compositie, tekenstijl en de wijze waarop Bracquemond haar figuren volume gaf, is nog steeds haar klassieke opleiding te herkennen. Dit wordt eens te meer onderstreept door de zorgvuldig gelijnde tekenstudies die ze maakte voor het schilderij. Het heldere kleurgebruik, harmonieus afgestemd op de omringende objecten, is echter onmiskenbaar impressionistisch. Door het wit van de jurk rechts spelen tal van tinten, waaronder blauwe schaduwen, reflecties van de roze jurk links en het gebloemde kussen op het smeedijzeren bankje. Daarnaast vallen de parallelle verfstreken op waarmee ze het landschap op de achtergrond weergeeft, in een stijl die doet denken aan de latere 'constructieve verfstreek' van Paul Cézanne. Kunsthistoricus James Rubin stelt dat Bracquemond in deze zin haar tijd in 1880 reeds ver vooruit was, maar het smoren van haar carrière door haar man heeft een verdere ontwikkeling belet.

## Afbeeldingen

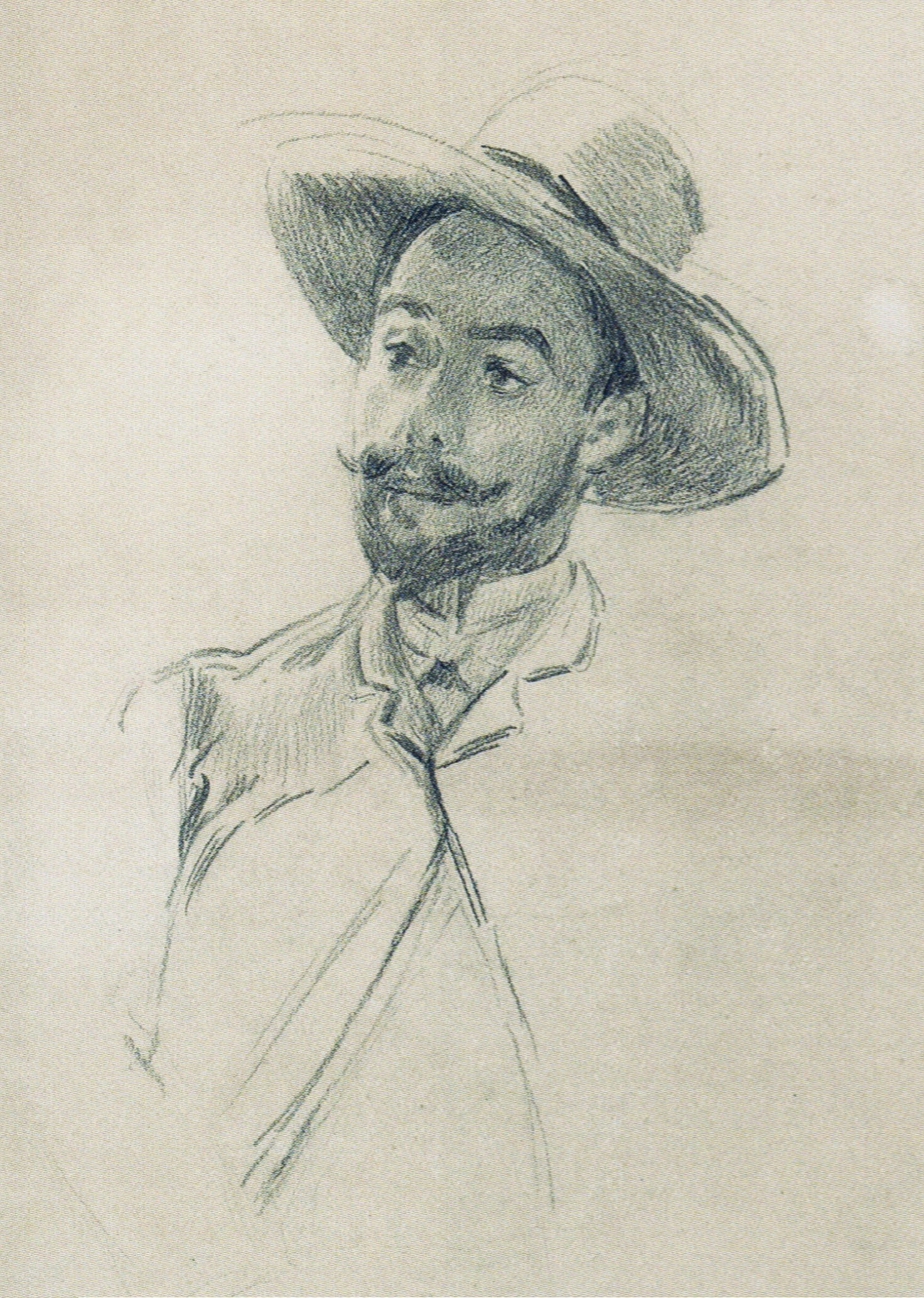
Studietekening voor Sur la terrasse à Sèvres
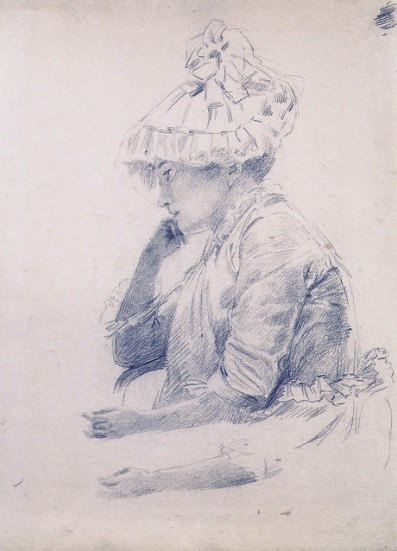
Studietekening voor Sur la terrasse à Sèvres
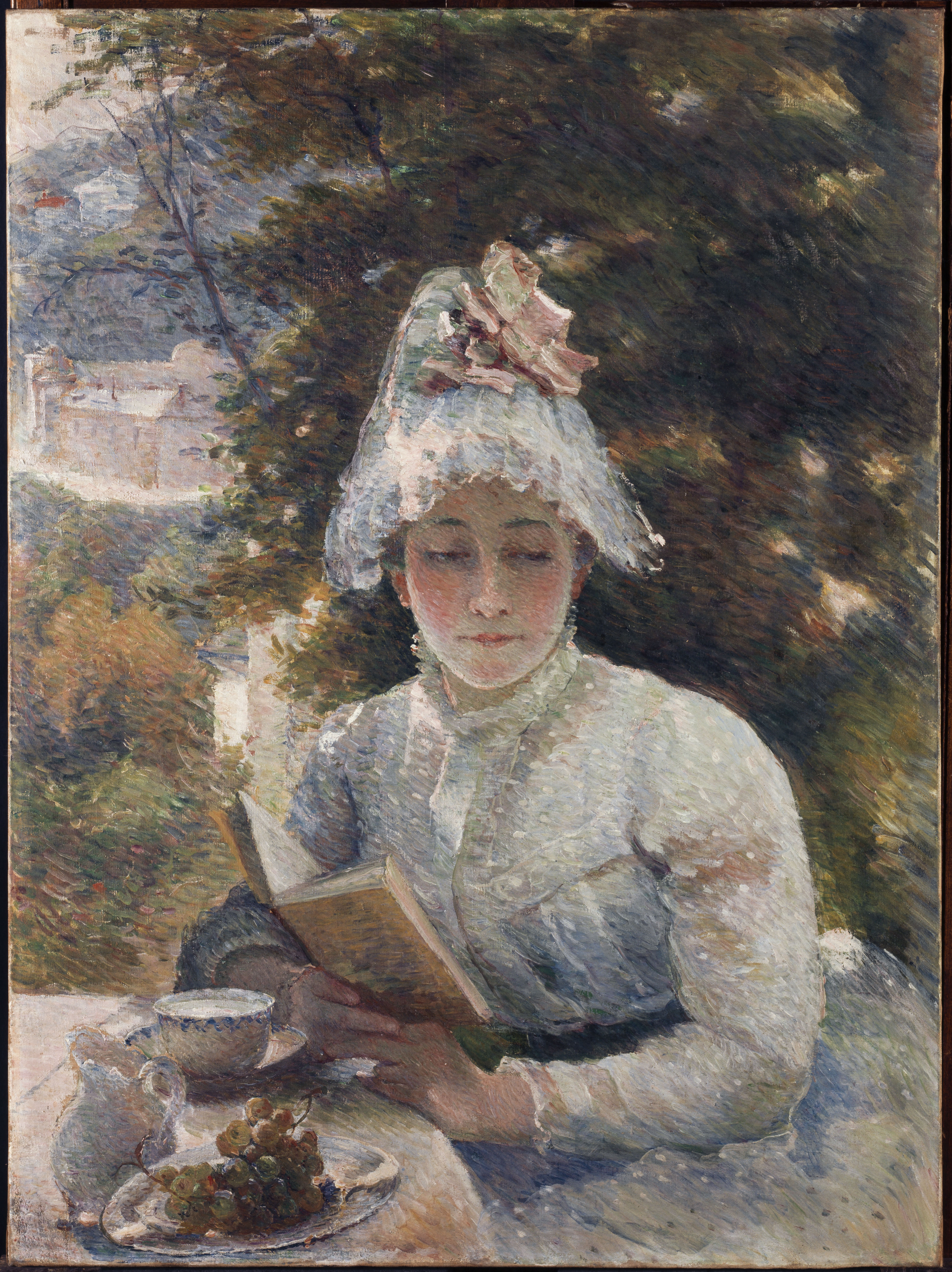
Le goûter